# Sven Wocke
Sven Wocke (* 3. Juni 1982 in Wermelskirchen, Nordrhein-Westfalen) ist ein deutscher Schwimmer.

## Werdegang
Sven Wocke wuchs in Wermelskirchen auf und begann mit dem Schwimmen im Alter von acht Jahren, zunächst bei der DLRG und anschließend beim Wermelskirchener TV. Ab Mai 1999 schwamm er für die SG Remscheid. Von November 2000 bis Juni 2001 absolvierte er seinen Wehrdienst bei der Sportfördergruppe der Bundeswehr in Warendorf. Im November 2002 erhielt er das Startrecht für die SG Bayer Wuppertal/Uerdingen/Dormagen. Nach einem berufsbedingten Umzug ins Saarland  geht er inzwischen für die SSG Saar Max Ritter an den Start.
Seinen größten Erfolg erzielte er bei den Deutschen Kurzbahnmeisterschaften 2002 in Goslar, wo er seinen ersten nationalen Titel über 800 m Freistil gewann.
Nach einer Wettkampfpause von über zehn Jahren holte er im Jahr 2015 zweimal Gold (1500 m Freistil und 400 m Lagen) sowie einmal Silber (200 m Rücken) bei den Deutschen Masters-Meisterschaften in Köln.

## Erfolge

### Masters

#### Einzelwettkämpfe

##### 2014
Deutsche Meisterschaften der Masters „Kurze Strecken“ (Langbahn) in Hannover (Altersklasse 30)
| Disziplin           | Zeit     | Platzierung |
| ------------------- | -------- | ----------- |
| 100 m Rücken        | 01:06,61 | 1. Platz    |
| 100 m Schmetterling | 01:03,39 | 4. Platz    |
| 200 m Freistil      | 02:09,51 | 4. Platz    |
| 100 m Freistil      | 00:57,04 | 3. Platz    |

##### 2015
Deutsche Meisterschaften der Masters „Kurze Strecken“ (Langbahn) in Regensburg (Altersklasse 30)
| Disziplin           | Zeit     | Platzierung |
| ------------------- | -------- | ----------- |
| 200 m Lagen         | 02:18,62 | 1. Platz    |
| 100 m Rücken        | 01:03,66 | 1. Platz    |
| 100 m Schmetterling | 01:01,80 | 1. Platz    |
| 200 m Freistil      | 02:04,79 | 1. Platz    |
| 100 m Freistil      | 00:56,67 | 2. Platz    |

- Deutsche Meisterschaften der Masters „Lange Strecken“ (Langbahn) in Köln (Altersklaae 30)
| Disziplin       | Zeit     | Platzierung |
| --------------- | -------- | ----------- |
| 1500 m Freistil | 17:57,25 | 1. Platz    |
| 400 m Lagen     | 04:54,80 | 1. Platz    |
| 200 m Rücken    | 02:16,55 | 2. Platz    |

- Deutsche Kurzbahnmeisterschaften der Masters in Essen (Altersklasse 30)
| Disziplin          | Zeit     | Platzierung |
| ------------------ | -------- | ----------- |
| 100 m Freistil     | 00:56,89 | 7. Platz    |
| 100 m Rücken       | 01:04,48 | 2. Platz    |
| 50 m Schmetterling | 00:28,16 | --          |

#### Staffelwettkämpfe

##### 2014
Deutsche Meisterschaften der Masters „Kurze Strecken“ (Langbahn) in Hannover
| Disziplin                 | Zeit     | Platzierung | Altersklasse |
| ------------------------- | -------- | ----------- | ------------ |
| 4 × 50 m Lagen Männer     | 02:03,73 | 4. Platz    | 100+         |
| 4 × 50 m Lagen Mix        | 02:08,87 | 4. Platz    | 160+         |
| 4 × 50 m Freistil Mix     | 01:52,53 | 3. Platz    | 160+         |
| 4 × 50 m Freistil Männer  | 01:46,35 | 4. Platz    | 100+         |
| 4 × 100 m Freistil Männer | 03:57,48 | 3. Platz    | 100+         |
| 4 × 50 m Brust Männer     | 02:25,80 | 5. Platz    | 100+         |

##### 2015
Deutsche Meisterschaften der Masters „Kurze Strecken“ (Langbahn) in Regensburg
| Disziplin                 | Zeit     | Platzierung | Altersklasse |
| ------------------------- | -------- | ----------- | ------------ |
| 4 × 100 m Freistil Mix    | 04:08,81 | 4. Platz    | 80+          |
| 4 × 50 m Lagen Männer     | 02:03,10 | 3. Platz    | 160+         |
| 4 × 50 m Lagen Mix        | 02:10,73 | 6. Platz    | 160+         |
| 4 × 50 m Freistil Mix     | 01:51,18 | 4. Platz    | 80+          |
| 4 × 50 m Freistil Männer  | 01:48,14 | 2. Platz    | 160+         |
| 4 × 100 m Freistil Männer | 04:12,35 | 4. Platz    | 160+         |

- Deutsche Kurzbahnmeisterschaften der Masters in Essen
| Disziplin             | Zeit     | Platzierung | Altersklasse |
| --------------------- | -------- | ----------- | ------------ |
| 4 × 50 m Lagen Männer | 02:04,05 | --          | --           |
| 4 × 50 m Brust Männer | 02:24,08 | --          | --           |

### Offene Klassen

#### Einzelwettkämpfe

##### 2000
Deutsche Jahrgangsmeisterschaften in Berlin (Jahrgang 1982)
| Disziplin       | Zeit     | Platzierung |
| --------------- | -------- | ----------- |
| 1500 m Freistil | 16:21,03 | 3. Platz    |
| 200 m Rücken    | 02:13,58 | 8. Platz    |
| 400 m Freistil  | 04:44,82 | 4. Platz    |

##### 2001
Deutsche Jahrgangsmeisterschaften in Braunschweig (Jahrgang 1982)
| Disziplin       | Zeit     | Platzierung |
| --------------- | -------- | ----------- |
| 1500 m Freistil | 16:15,15 | 3. Platz    |
| 200 m Rücken    | 02:11,72 | 3. Platz    |
| 400 m Freistil  | 04:04,91 | 2. Platz    |

##### 2002
Deutsche Kurzbahnmeisterschaften in Goslar
| Disziplin      | Zeit     | Platzierung |
| -------------- | -------- | ----------- |
| 800 m Freistil | 08:02,14 | 1. Platz    |

##### 2003
Deutsche Kurzbahnmeisterschaften in Gelsenkirchen
| Disziplin      | Zeit     | Platzierung |
| -------------- | -------- | ----------- |
| 800 m Freistil | 08:02,52 | 4. Platz    |

Deutsche Meisterschaften und Jahrgangsmeisterschaften in Hamburg
| Disziplin      | Zeit     | Platzierung |
| -------------- | -------- | ----------- |
| 800 m Freistil | 08:30,81 | 6. Platz    |

Internationale Deutsche Meisterschaften Langstreckenschwimmen
| Disziplin      | Zeit       | Platzierung |
| -------------- | ---------- | ----------- |
| 25 km Freistil | 5.41:19,90 | 5. Platz    |

#### Mannschaftswettkämpfe

##### 1995
Deutscher Mannschaftswettbewerb der Junioren und Jugend in Essen
| Zeit     | Platzierung | Altersklasse |
| -------- | ----------- | ------------ |
| 23:48,76 | 3. Platz    | C            |

##### 1997
Deutscher Mannschaftswettbewerb der Junioren und Jugend in Hildesheim
| Zeit     | Platzierung | Altersklasse |
| -------- | ----------- | ------------ |
| 21:43,64 | 5. Platz    | B            |